# Gothic Knights
I Gothic Knights sono un gruppo musicale power metal statunitense formatosi a New York nel 1990.
La loro musica prende ispirazione da molti nomi noti della scena metal e hard rock, come Ozzy Osbourne, Black Sabbath, Judas Priest, Iron Maiden, Yngwie Malmsteen, Savatage, Manowar, Mercyful Fate, King Diamond, Metallica, Slayer, Testament, Overkill, Anthrax, Poison, Kiss e Led Zeppelin.

## Storia del gruppo
Il gruppo venne formato a Brooklyn nel 1990 dal chitarrista John Tzantis, dal bassista Mario Cosentino, dal cantante George Tsalikis e dal batterista Johnny Marino. La band trascorse i primi tre anni di attività realizzando del materiale proprio ed esibendosi dal vivo. Nel 1993 Marino venne sostituito da Brian Dispost e a settembre dello stesso anno Tsalikis lasciò il gruppo per formare gli Zandelle, così il suo posto venne preso da Rick Sanchez. Con questi nuovi componenti la formazione registrò la demo Hell and Back nel 1994 ed in seguito incise l'omonimo album d'esordio, che venne pubblicato dall'etichetta discografica indipendente Sentinel Steel due anni dopo. A breve distanza da questa uscita discografica i Gothic Kinghts videro la partenza del cantante e quindi lo sostituirono con Bryan Avatar, col quale si esibirono in una serie di concerti tenutisi nell'arco di due mesi.
In principio del 1998 il batterista Kevin Myers si unì alla band, subentrando a Brian Dispost. Il successore dell'album Gothic Knights, Kingdom Of The Knights, venne dato alle stampe l'anno seguente, anche in questo ad opera della Sentinel Steel. Durante l'estate del 2000 la formazione si divise a causa di divergenze interne, pertanto Avatar e Myers in seguito furono sostituiti rispettivamente dal rientrante Rick Sanchez e da Tony Cianciotto. Ritrovata la stabilità, la band tornò ad esibirsi in vari concerti e iniziò la registrazione di un terzo disco, le cui parti di batteria furono però incise da Frank Gilchriest, in quel periodo facente parte dei Virgin Steele. L'album, intitolato Up from the Ashes, venne pubblicato nel 2003 dalla Limb Music e lo stesso anno il batterista Kevin DeDario entrò a far parte del gruppo, ma, alcuni mesi dopo quest'ultima uscita discografica, il cantante lasciò nuovamente il gruppo.
Nel 2007 Rick Sanchez si riunì ai Gothic Knights, che così poterono riprendere l'attività live durante la quale parteciparono anche a diversi festival musicali tenutisi negli anni successivi negli Stati Uniti. A febbraio del 2009 il tastierista Jared Sloan si aggiunse alla formazione, allora intenta a registrare un nuovo album, che vide anche la partecipazione di un secondo chitarrista, Dave "the 3rd" Seligman. Reflections from the Other Side, il quarto disco, fu però pubblicato dalla band ben tre anni dopo.
A febbraio del 2013 Sanchez si separò ancora una volta dal gruppo, nonostante ciò i Gothic Knights riuscirono a sopperire alla sua assenza e continuarono ad esibirsi dal vivo con Nick Parisi. Ad inizio del 2016 Gabriel Colon divenne il cantante delle band e l'accompagnò in una serie di eventi, tra cui due date in Germania nell'estate del 2017.

## Formazione

### Formazione attuale
- Gabriel Colon – voce (2016-presente)
- John Tzantis – chitarra (1990-presente)
- Dave "the 3rd" Seligman – chitarra (2008-presente)
- Mario Cosentino – basso (1990-presente)
- Kevin DeDario – batteria (2003-presente)
- Jared Sloan – tastiera (2009-presente)

### Ex componenti
- George Tsalikis – voce (1990-1993)
- Rick Sanchez – voce (1993-1996, 2000-2004, 2007-2013)
- Bryan Avatar – voce (1996-2000)
- Nick Parisi – voce (2013-2015)
- Johnny Marino – batteria (1990-1993)
- Brian Dispost – batteria (1993-1998)
- Kevin Myers – batteria (1998-2000)
- Tony Cianciotto – batteria (2001-2002)

Turnisti
- Frank Gilchriest – batteria (2003)
- Vlado Kormos – tastiera (2003-2007)
- Dan Castro – chitarra (2003-2007)

## Discografia
Album in studio
- 1996 – Gothic Knights
- 1999 – Kingdom of the Knights
- 2003 – Up from the Ashes
- 2012 – Reflections from the Other Side

Demo
- 1994 – Hell and Back
- 1996 – Promo
- 2000 – Demo 2000
- 2002 – Demo 2002

EP
- 2003 – 2003 Promo